# The Barretts of Wimpole Street
The Barretts of Wimpole Street is een biografische film over Elizabeth Barrett uit 1934, onder regie van Sidney Franklin. De film is gebaseerd op het gelijknamige toneelstuk van Rudolf Besier, dat in 1930 werd opgevoerd in Londen. De andere verfilming werd in 1957 uitgebracht, en heeft Jennifer Jones en John Gielgud in de hoofdrollen. Bij de Nederlandse uitgave werd de film destijds onder de titel De Barrets van Wimpole Street uitgebracht.

## Verhaal
De film speelt zich af in het huis van Edward Barrett en zijn vele kinderen. Elizabeth is zijn oudste dochter, die al een tijd lijdt aan een onbekende ziekte. Hoewel ze altijd zwak is en moeite heeft met staan en lopen, verzekert haar dokter dat ze op een dag zal herstellen. Ondanks de ziekte is ze zeer optimistisch. Ze schrijft regelmatig gedichten en heeft een goede band met al haar broers en zussen, en dan met name Henrietta.
Edward vindt het echter niets dat Elizabeth niet genoeg rust krijgt. Hij herinnert haar eraan dat ze wellicht kan overlijden en haar gezondheid niet in gevaar moet brengen. Er wordt haar bier voorgeschreven, maar dit blijkt enkel negatief effect te hebben. Hoewel de dokter haar vertelt dat ze beter warme melk kan drinken, is Edward van mening dat ze het voorgeschreven bier moet blijven drinken.
Henrietta is ondertussen verliefd geworden op Surtees Cook, een militair in training. Ze wil met hem trouwen, maar wordt tegengehouden door de vastberadenheid van haar vader. Hij verbiedt al zijn zes kinderen ooit te trouwen. In dezelfde periode arriveert Robert Browning. Robert is een bewonderaar van Elizabeth's gedichten en brengt haar een bezoek om de liefde te verklaren.
Er gaan maanden voorbij. Elizabeth is geïnspireerd door Roberts optimisme en probeert weer in staat te zijn te lopen. De dokter vertelt haar dat ze wellicht kan genezen in Italië in de winter. Edward overweegt het idee, totdat hij ontdekt dat Elizabeth en Robert een relatie hebben. Hij verbiedt haar om naar Italië te reizen en verlaat hierna het huis. Elizabeth spreekt stiekem af met Robert, die haar belooft dat hij haar persoonlijk naar Italië zal brengen.
Edwards reactie bleek echter in scène gezet om Elizabeth ertoe aan te zetten naar Italië te gaan. Hij stuurt haar een brief, waarin hij haar verzoekt haar broers en zussen achter te laten in een ander huis in een dorp. Elizabeth doet zoals haar gevraagd wordt, maar informeert Henrietta niet. Zij is namelijk gelukkig met Surtees en wil de rest van haar leven met hem doorbrengen. Edward betrapt ze echter samen en is razend. Hij sluit Henrietta op in haar kamer, totdat ze bereid is ermee in overeenstemming te komen Surtees nooit meer te zien.
Elizabeth is hier getuige van en confronteert Edward met zijn tirannieke gedrag. Hij biedt later zijn excuses aan en onthult dat zijn gedrag is te verklaren met zijn seksverslaving. Elizabeth accepteert zijn excuses, maar walgt van hem als hij haar probeert te verleiden. Ze vertrekt en trouwt met Robert.

## Rolverdeling
| Acteur              | Personage              |
| ------------------- | ---------------------- |
| Norma Shearer       | Elizabeth Barrett      |
| Fredric March       | Robert Browning        |
| Charles Laughton    | Edward Moulton-Barrett |
| Maureen O'Sullivan  | Henrietta Barrett      |
| Katharine Alexander | Arabel Barrett         |
| Ralph Forbes        | Kapitein Surtees Cook  |
| Ian Wolfe           | Harry Bevan            |
| Ferdinand Munier    | Dokter Chambers        |
| Una O'Connor        | Wilson                 |

## Achtergrond
Producent Thalberg zag het toneelstuk in 1932 en kocht niet veel later de filmrechten. Hij wilde zijn echtgenote Shearer in de hoofdrol hebben, maar zij stond in deze periode bekend als een sekssymbool en dacht dat de rol niet geschikt zou zijn voor haar. Om die reden werd actrice Marion Davies aangesteld. Davies was een komiek en had weinig interesse in een rol in een dramafilm. Shearer werd later echter dolenthousiast om poëet Elizabeth Barrett te vertolken en overtuigde Davies ervan de rol aan haar te geven. Davies' minnaar en krantenmagnaat William Randolph Hearst was razend over dit besluit en weigerde een jaar lang Shearer aandacht te geven in zijn krant.
De opnames begonnen op 23 maart 1934 en werden aan het einde van juni datzelfde jaar afgerond. De film was in de Verenigde Staten een enorm succes. Het was een van de populairste films van 1934 en bracht $600.000 op. Het kreeg uiteindelijk twee Oscarnominaties, in de categorieën "Beste Film" en "Beste Actrice" (Shearer).